# Муктада ал-Садр
Муктада ас-Садр (مقتدى الصدر) е шиитски духовник и радикален политически лидер в Ирак.
Създател е (2003) и водач на военизираната организация Армия на Махди (جيش المهدي‎ – Джейш ал-Махди), която днес е позната като Общества на мира (سرايا السلام – Сарая ас-Салам). Лидер е на иракската партия Садристко движение – най-силната в парламента до 2021 г.

## Биография
Роден е в град Ан-Наджаф в семейство от рода Садр, чийто членове са наричани сайиди – потомци на пророка Мохамед. Баща му Мухамад ас-Садр и първият му братовчед Мохамед Бакир ал Садр (чичо на Муктада и после негов тъст) са видни шиитски духовници, велики аятоласи. Муктада ас-Садр получава светско образование за разлика от много членове на семейството. Жени се за втора братовчедка, дъщеря на Мохамед Бакир ал Садр през 1994 г. Няма деца към 2008 г.
Заедно с Али ас-Систани и с Абдул Азис ал-Хаким от шиитската партия Върховен ислямски съвет на Ирак е сред най-влиятелните религиозни и политически фигури в страната без държавен пост.
След нашествието на САЩ в Ирак през 2003 г. ръководи Армията на Махди по време на въстанието (2004 – 2008). Под негов контрол попада багдадският квартал Садр Сити, наречен неофициално така в памет на баща му Мохамад ас-Садр.
На 5 май 2009 г. медии съобщават, че Муктада ас-Садр след обучение в град Кум (Иран) става велик аятолах.